# Porto Velho
Porto Velho (hrv. Stara luka) je glavni i najveći grad brazilske savezne države Rondônije, a nalazi se iznad rijeke Amazone. Prema informacijama iz 2008. godine grad ima 379.186 stanovnika. Smješten između saveznih država Rondônia i Amazonas, grad je važan gospodarski centar. Tu su rudarstvo koje predstavlja središnju gospodarsku djelatnost u regiji te transport i komunikacijski centar. Porto Velho istovremeno predstavlja najsjeverniji i najzapadniji grad u Rondôniji.

## Povijest
Grad je službeno osnovan 2. listopada 1914. godine, sedam godina nakon što je započela gradnja željezničke pruge Madeira-Mamoré. Nakon što je pruga završena, počele su se graditi drvene kuće pokraj željeznice za karibske Brazilce koji su ondje bili radnici. Od tada je ovaj dio grada dobio naziv "Barbados Town" (hrv. Grad Barbados), dok se danas naziva "Alto do Bode". Početna populacija grada iznosila je oko 1.000 stanovnika.
Tijekom prvih 60 godina, razvoj grada je bio izravno povezan sa željezničkom aktivnošću. Prosperitet grada je započeo obradom prirodne gume, ali pojavom jeftine malezijske gume, one brazilske (Amazonske) su postale tržišno nekonkurentne.
Gospodarski oporavak grada povezan je s boljim uvjetima na području gdje je izgrađen: jednostavnom pristupu rijeci Amazoni i luci izgrađenoj na njoj. Zbog toga je Porto Velho izabran kao središte novoosnovanog saveznog teritorija Guaporéa 1943. godine. Početkom 2. svjetskog rata došlo je do ciklusa napretka te regije. Kada su savezničke snage izgubile kontrolu nad malezijskom gumom, guma iz Amazone postala je prijeko potrebna. Taj događaj se u Brazilu zove "drugi gumeni bum". Međutim, završetkom rata ponovo je došlo do gospodarskog zastoja u regiji.
Krajem 1950-ih godina jedna od važnih gospodarskih aktivnosti bila je traženje zlata na rijeci Madeiri. Također, na poticaj Vlade započela je velika migracija farmera s govedima koji su se stacionirali u gradu. Gotovo milijun ljudi se preselio u Rondôniju a stanovništvo Porto Velha je povećano na 300.000. Velike migracije uzrokovale su i mnogo gradskih problema, primjerice prigradske općine više nalikuju naseljima straćara.
Zbog razvoja Porto Velhea, gradovi kao što je Santo Antônio do Madeira (koji je imao tramvajske linije i tjedne novine) s vremenom su doslovno postali ruševine.

## Gospodarstvo
Država Rondônia u kojoj se nalazi Porto Velho ima najveći postotak zaposlenog stanovništva u Sjevernoj regiji (94,6%) te najnižu stopu nezaposlenosti u Brazilu. Primjerice u jednoj godini je otvoreno 5.000 novih tvrtki čime je dobiveno 30.000 novih radnih mjesta.
Prema podacima iz 2005. godina BDP grada je iznosio 3.656.512.000 brazilskih reala dok je per capita po broju stanovnika iznosio 9.779 brazilskih reala. Primjerice, prosječni dohodak lučkog radnika ujedno je i najviši u regiji, što je iznad nacionalnog prosjeka.
Porto Velho ima i veliki turistički potencijal zbog svoje povijesne baštine. Kao turističke atrakcije tu su Estrada de Ferro Madeira-Mamore, katedrala Srca Isusova, crkva Santo Antonio do Rio Madeira, sjedište nadbiskupije, groblje Candelaria, prva lokomotiva koja je došla do Amazone 1872. godine i prekrasan slap.

## Transport

### Međunarodni aerodrom
Međunarodni aerodrom Porto Velho nalazi se 7 km izvan grada, a do njega se može doći kroz aveniju Governador Jorge Teixeira de Oliveira koja ima dva traka. Također, svaki sat autobusne linije idu do aerodroma a tu je i flota taxija koji su stacionirani pokraj zračne luke. Aerodrom tjedno ima 98 redovnih letova, najviše prema drugim brazilskim gradovima. Zračnu luku koriste i vojni zrakoplovi brazilskih zračnih snaga.
Aerodrom Porto Velho postao je međunarodna zračna luka 2002. godine.

### Autoceste
| Autoceste u Porto Velhu |
| ----------------------- |
| BR-174                  |
| BR-317                  |
| BR-319                  |
| BR-364                  |
| BR-421                  |
| BR-425                  |
| BR-429                  |
| RO-010                  |
| RO-101                  |
| RO-490                  |

## Obrazovanje
Portugalski jezik je službeni jezik u Brazilu te je samim time primarni jezik u obrazovnim institucijama. Međutim, španjolski i engleski jezik su dio službenog nastavnog plana te se također smatraju službenim jezicima u srednjim školama.
Najpoznatije škole
- Classe A
- Colégio Objetivo
- Escola Estadual de Ensino Fundamental e Médio João Bento da Costa
- Colégio Tiradentes da Polícia Militar
- Centro de Ensino Mineiro
- Proensino
- Instituto Laura Vicuña
- Instituto Estadual de Educação Carmela Dutra

Najpoznatiji koledži
- Universidade Federal de Rondônia (Unir)
- Instituto Luterano de Ensino Superior de Porto Velho (Iles-Ulbra)
- Faculdade Interamericana de Porto Velho (Uniron)
- Faculdade de Ciências Administrativas e de Tecnologia (Fatec-RO)
- Faculdade de Ciências Humanas, Exatas e Letras de Rondônia (Faro)
- Faculdade da Amazônia (Iesa)
- Faculdade de Porto Velho/ Fundação Getúlio Vargas (FIP/FGV)
- Faculdades Integradas Maria Coelho Aguiar (FIMCA)
- Faculdade São Lucas

## Vanjske poveznice
- Službena web stranica grada  Arhivirana inačica izvorne stranice od 17. rujna 2020. (Wayback Machine)
- Neslužbena povijest Porto Velha  Arhivirana inačica izvorne stranice od 9. rujna 1999. (Wayback Machine)